# Comuna Recea, Rîșcani
Recea este o comună în raionul Rîșcani, care cuprinde satele Recea (reședința), Slobozia-Recea și Sverdiac. Se află în administrarea orașului Rîșcani.

## Demografie
Structură etnică
     moldoveni (79,68%)
     ucraineni (15,48%)
     români (3,36%)
     ruși (1,12%)
     alte etnii / nedeclarată (0,36%)
Conform datelor recensământului din 2014, populația satului este de 2.855 locuitori, dintre care 1.331 (46,6%) bărbați și 1.524 (53,4%) femei. Structura etnică a populației arată astfel:
- moldoveni — 2275;
- ucraineni — 442;
- români — 96;
- ruși — 32;
- altele / nedeclarată — 8.

17% din populație sunt copii cu vârsta de până la 14 ani, iar alte 17% sunt bătrâni trecuți de 65 de ani. Satul numără 1.020 gospodării, dintre care 328 cu copii. 33,4% din gospodării sunt conectate la rețeaua centralizată de distribuire a apei și 2,3% la sistemul centralizat de canalizare.
La recensământul din 2004 au fost atestați cu 458 oameni mai mulți.

## Administrație și politică
Componența Consiliului local Recea (13 consilieri), ales la 5 noiembrie 2023, este următoarea:
|  | Partid                                       | Consilieri | Componență | Componență | Componență | Componență | Componență | Componență | Componență |
|  | -------------------------------------------- | ---------- | ---------- | ---------- | ---------- | ---------- | ---------- | ---------- | ---------- |
|  | Partidul Social Democrat European            | 7          |            |            |            |            |            |            |            |
|  | Partidul Socialiștilor din Republica Moldova | 4          |            |            |            |            |            |            |            |
|  | Partidul Acțiune și Solidaritate             | 2          |            |            |            |            |            |            |            |